# Podlog pod Bohorjem
Podlog pod Bohorjem je naselje v Občini Šentjur.